# Medalha de Comenda
A Medalha de Comenda é uma condecoração militar dos Estados Unidos de nível médio, apresentada por atos contínuos de heroísmo ou serviço meritório. Cada ramo das Forças Armadas dos Estados Unidos emite sua própria versão da Medalha de Comenda, com uma quinta versão existente para atos de serviço militar conjunto realizados sob o Departamento de Defesa .
A Medalha de Comenda era originalmente apenas uma fita de serviço e foi concedida pela primeira vez pela Marinha dos EUA e pela Guarda Costeira dos EUA em 1943. Uma fita de louvor do Exército foi lançada em 1945 e, em 1949, as fitas de louvor da Marinha, da Guarda Costeira e do Exército foram renomeadas como "Fita de Louvor com Pingente de Metal". Em 1960, as Fitas de Comenda foram autorizadas como medalhas completas e posteriormente chamadas de Medalhas de Comenda.
Prêmios adicionais das Medalhas de Comenda do Exército e do Ar e do Espaço são indicados por conjuntos de folhas de carvalho de bronze e prata. A Medalha de Comenda da Marinha e do Corpo de Fuzileiros Navais e a Medalha de Comenda da Guarda Costeira são estrelas autorizadas de ouro e prata de 5/16 polegadas para denotar prêmios adicionais. O Dispositivo de Distinção Operacional (dispositivo "O") é autorizado para uso na Medalha de Comenda da Guarda Costeira mediante aprovação da autoridade de concessão. A Ordem de Precedência segue a Medalha do Ar, mas antes da Medalha do Prisioneiro de Guerra e todas as medalhas de campanha. Cada um dos serviços militares também concede Medalhas de Conquista separadas que estão abaixo das Medalhas de Comenda em precedência.

## Variantes
Por ações valorosas em contato direto com um inimigo, mas de grau menor do que o exigido para a atribuição da Medalha Estrela de Bronze, é concedida uma Medalha de Comenda com Dispositivo "V" ou Combate "V" (Marinha/Corpo de Fuzileiros Navais/Guarda Costeira); o dispositivo "V" pode ser autorizado para uso na fita de serviço e suspensão da medalha para denotar valor. Em 7 de janeiro de 2016 foi criado o Dispositivo “C” ou Combate “C” que pode ser autorizado para uso na fita de serviço e suspensão da Medalha de Comenda para distinguir um prêmio por serviço meritório ou conquista nas mais árduas condições de combate (enquanto o soldado/marinheiro/fuzileiro naval foi pessoalmente exposto a ação hostil ou em uma área onde outros militares estavam ativamente envolvidos). Uma Medalha de Comenda com Dispositivo de Combate é chamada não oficialmente de “Comenda de Combate” e é frequentemente considerada uma forma de nível superior da Medalha de Comenda, independentemente do Ramo que a concede. A concessão retroativa do dispositivo “C” não é aprovada para medalhas concedidas antes de 7 de janeiro de 2016.

## Medalhas de Comenda por serviço e ramo

### Serviço Conjunto
A Joint Service Commendation Medal ( JSCM ) foi autorizada em 25 de junho de 1963 e é concedida em nome do Secretário de Defesa aos membros das Forças Armadas dos Estados Unidos que, após 1º de janeiro de 1963, se distinguiram por mérito ou serviço em regime de serviço conjunto.
Este prêmio é destinado ao serviço sênior em uma equipe militar conjunta e é sênior em precedência às Medalhas de Comenda específicas do serviço. Como tal, é usado acima das Medalhas de Comenda de serviço em um uniforme militar.
Dispositivos
- Grupo de folhas de carvalho (para prêmios subsequentes)
- Dispositivo "V" (para ações valiosas em contato direto com um inimigo)

### Exército
A Medalha de Comenda do Exército é concedida a qualquer membro das Forças Armadas dos Estados Unidos que não sejam Oficiais Gerais que, servindo em qualquer cargo no Exército dos EUA após 6 de dezembro de 1941, se distinguiram por heroísmo, conquista meritória ou serviço meritório. A medalha pode ser concedida a um membro de outro ramo das Forças Armadas dos EUA ou de uma nação estrangeira amiga que, após 1º de junho de 1962, se distinguir por um ato de heroísmo, conquista extraordinária ou serviço meritório significativo que tenha sido de mútuo beneficiar a nação amiga e os Estados Unidos.
Critérios e aparência
A Medalha de Comenda do Exército é concedida a militares americanos e estrangeiros no grau O-6 ( coronel do Exército dos EUA) e abaixo que tenham prestado serviços notáveis em qualquer cargo no Exército dos Estados Unidos. O serviço qualificado para a concessão da medalha pode ser por realização e serviço meritório distintivo, atos de coragem que não envolvam risco voluntário de vida ou desempenho meritório sustentado do dever. A aprovação do prêmio deve ser feita por um oficial no grau de Coronel (O-6) ou superior.
O medalhão da Medalha de Comenda do Exército é um hexágono de bronze, 13⁄8 polegadas de largura. No medalhão está uma águia careca americana com as asas abertas horizontalmente, segurando em suas garras três flechas cruzadas. Em seu peito está um escudo de treze peças e um chefe . O reverso traz um painel para nomeação entre as palavras PARA MILITARES acima e MÉRITO abaixo, todas colocadas acima de um ramo de louro. A fita é 13⁄8 polegadas de largura principalmente de murta verde . Tem bordas brancas e no centro há cinco finas listras brancas igualmente espaçadas.
Dispositivos
- Grupo de folhas de carvalho (para prêmios subsequentes)
- Dispositivo "V" (para ações valiosas em contato direto com um inimigo)
- Dispositivo "C" (para serviço meritório ou conquista em condições de combate. Chamado não oficialmente de Comenda de Combate. Prêmios retroativos não são autorizados para medalhas concedidas antes de 7 de janeiro de 2016) [4]
- Dispositivo "R" (para impacto direto e imediato em operações de combate a partir de um local remoto) [4]

### Marinha, Corpo de Fuzileiros Navais e Guarda Costeira

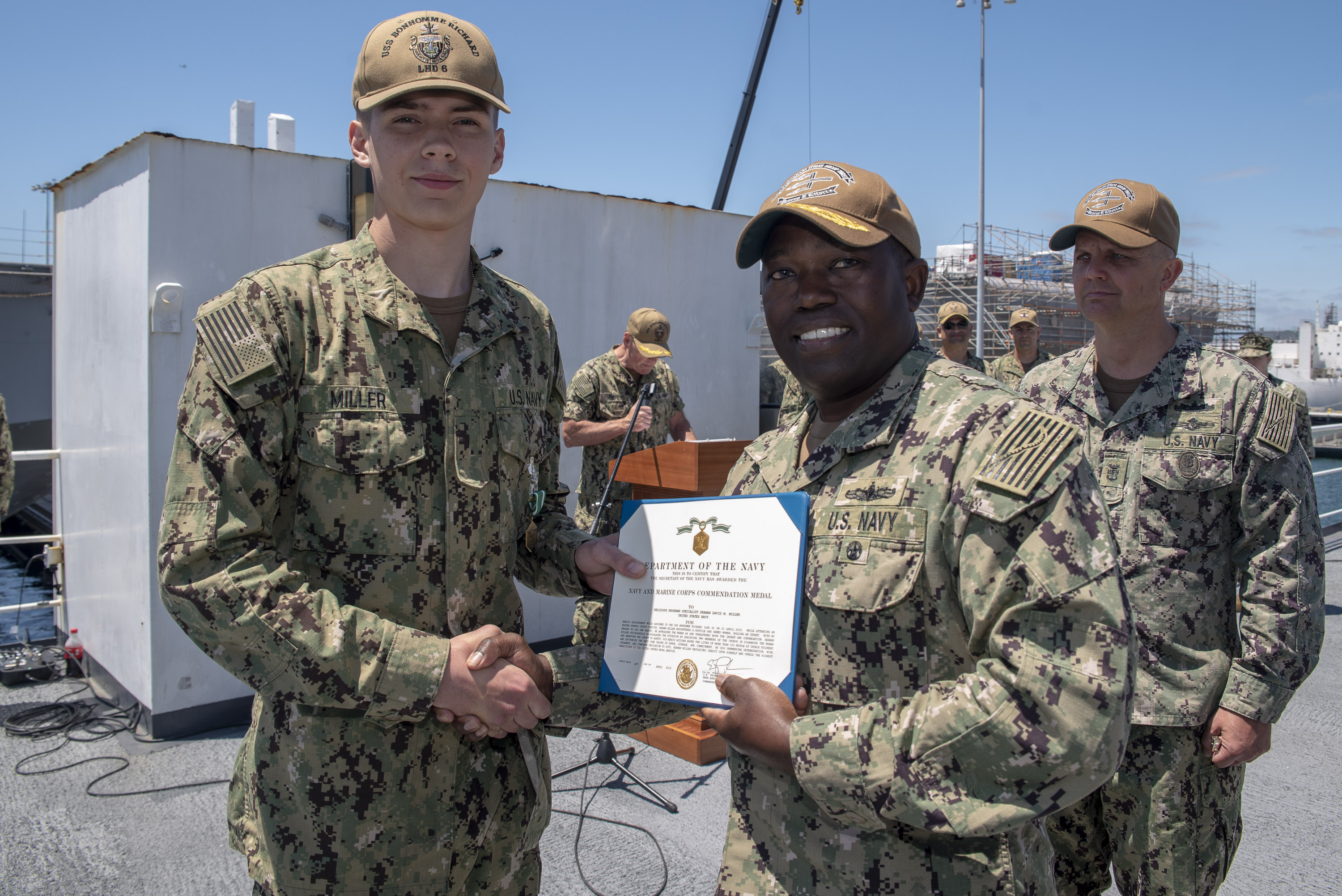
Um marinheiro recebe um certificado do prêmio do contra-almirante Cedric Pringle em 2019

Após a Primeira Guerra Mundial, o Departamento da Marinha autorizou a Estrela de Comenda da Marinha, um dispositivo de fita a ser colocado na Medalha de Vitória da Primeira Guerra Mundial . O3⁄16A estrela de prata  polegadas era idêntica à Estrela de Citação do Exército, mas não comparável, pois a mais tarde reconhecida "bravura em ação", enquanto a Estrela de Comenda da Marinha denotava aqueles que haviam sido citados e elogiados pelo desempenho do dever pelo Secretário do Marinha .
Uma fita de louvor da Marinha independente foi criada em novembro de 1943. Em 22 de março de 1950, um pingente de metal (com o mesmo desenho do pingente da Medalha de Comenda do Exército) foi autorizado e a Fita de Comenda foi renomeada para Fita de Comenda da Marinha com Pingente de Metal. Este prêmio foi redesignado como Medalha de Comenda da Marinha em setembro de 1960 e renomeado como Medalha de Comenda da Marinha e do Corpo de Fuzileiros Navais em 1994. Esta condecoração era anteriormente atribuída apenas aos comandantes operacionais de patente, exigindo a assinatura de um almirante ou oficial-general no grau de O-7, permitindo a interpretação dos critérios pelos quais a medalha pode ser atribuída. A autoridade para conceder esta condecoração foi posteriormente expandida para capitães e coronéis no grau de O-6, atualmente ocupando o comando operacional como comodoro, comandante de ala aérea de porta-aviões ou oficial comandante.
Em contraste com o Exército, a Força Aérea e a Força Espacial, na Marinha dos EUA e no Corpo de Fuzileiros Navais dos EUA, a Medalha de Comenda da Marinha e do Corpo de Fuzileiros Navais historicamente considerou sua medalha de recomendação como uma condecoração de nível superior e com menos frequência. Fora dos casos em que foi concedido para ação de combate com um "V" de combate, normalmente foi reservado para oficiais de nível de chefe de departamento no nível O-4, suboficiais sênior da Marinha (CPO) e pessoal não oficial do Corpo de Fuzileiros Navais. Oficiais Comissionados (SNCO) no nível E-8 e E-9 como um prêmio de "fim de turno" em um determinado comando/organização/unidade e, após uma carreira completa, como um prêmio de aposentadoria para o pessoal alistado entre os níveis salariais E -6 e E-9. Para pessoal mais júnior, ocasionalmente foi concedido como um "prêmio de impacto" por uma contribuição significativa de serviço, para incluir as instâncias de serviço de combate em que incluiu o Combat "V". Em contraste, a concessão da Medalha de Comenda do Exército no Exército dos EUA e da Medalha de Comenda do Ar e do Espaço na Força Aérea dos EUA e na Força Espacial dos EUA não se limita a militares seniores e pode ser concedida a NCOs juniores no grau de E-6 e abaixo (com alguns destinatários tão baixos quanto E-3 ) e oficiais subalternos no grau O-3 e abaixo. No entanto, desde o início dos anos 2000, a Medalha de Comenda da Marinha e do Corpo de Fuzileiros Navais tem sido cada vez mais concedida a oficiais juniores da USN no nível salarial O-3 como um prêmio de "fim da turnê" em um determinado comando / unidade / organização de maneira semelhante ao empregado pelo Exército dos EUA, Força Aérea dos EUA e Força Espacial dos EUA desde o final dos anos 1960.
Os membros destinatários do Corpo de Fuzileiros Navais dos EUA sempre receberam a medalha de recomendação da Marinha e não há uma medalha de recomendação separada destinada apenas aos fuzileiros navais. Essa falta de diferença foi reconhecida em 19 de agosto de 1994, quando o secretário da Marinha, John Howard Dalton, mudou o nome da Medalha de Comenda da Marinha para Medalha de Comenda da Marinha e do Corpo de Fuzileiros Navais .
A Guarda Costeira dos EUA concede uma Medalha de Comenda da Guarda Costeira separada, com uma fita semelhante em design à de sua contraparte da Marinha e do Corpo de Fuzileiros Navais. Inicialmente estabelecida como a Faixa de Comenda da Guarda Costeira em 1947, foi redesignada como a Medalha de Comenda da Guarda Costeira em 1959. Os critérios para sua concessão foram paralelos aos da Marinha e do Corpo de Fuzileiros Navais.